# リアリー?マドリッド
リアリー?マドリッド（REALLY?madrid）は、フジテレビジョンの女子アナウンサーで構成されていた日本のフットサルチーム。

## 概要
毎年の夏恒例となっていたフジテレビジョンのサッカー番組、「サッカー小僧8」で企画ものとして創設。
当初はフジテレビも提供していた日本ツアーを行なっていたレアル・マドリードを盛り上げるという意味合いの方がつよかったが、お台場カップを開催を機にフットサルチームとして確立。同番組を通して、現在の芸能人の女子フットサル人気の礎を築いた。

## メンバー

### 監督・コーチ
- 監督：風間八宏 - サッカー解説者・桐蔭横浜大学サッカー部監督

### 選手（過去に所属していた選手を含む）
- 西山喜久恵（主将）
- 石本沙織
- 政井マヤ
- 森本さやか
- 千野志麻（2004年7月西山・内田両選手がアテネ五輪取材のため不在時に主将を任された）（～2005年12月31日）
- 相川梨絵
- 梅津弥英子
- 福元英恵（～2004年8月31日）
- 斉藤舞子
- 藤村さおり
- 内田恭子（西山選手が不在時における主将）（～2006年3月31日）
- 安藤幸代
- 中野美奈子
- 中村仁美
- 長野翼（～2004年8月31日）
- 戸部洋子
- 宮瀬茉祐子
- 遠藤玲子
- 本田朋子

## 戦績
- 2004年8月 「お台場カップ」：総合5位
- 2004年12月 「Hello! Project SPORTS FESTIVAL 2004」：Gatas Brilhantes H.P.とのシングルマッチ、0-3で敗戦
- 2005年7月 「すかいらーくグループCUP」：グループC 2位 決勝トーナメント1回戦でcarezzaに敗退

## ダービー
戸田公園ダービー
Gatas Brilhantes H.P.との試合。
Gatas Brilhantes H.P.のホーム大宮（さいたまスーパーアリーナ）、リアリー?マドリッドのホーム東京テレポート（お台場）がりんかい線で繋がっていることに由来。
リアリー?サポーターの一部が「戸田公園はもらった!」と言ったのが始まりで「戸田公園ダービー」と呼ばれるようになった。
2004年8月14日 お台場冒険王フットサルコート 0-3で敗戦
2004年12月5日 さいたまスーパーアリーナ 0-3で敗戦
りんかい線ダービー
南葛シューターズとの試合。
南葛シューターズのホーム大崎（大崎スタジアム）、リアリー?マドリッドのホーム東京テレポート（お台場）がりんかい線で繋がっていることに由来。
呼称については戸田公園ダービーと同様。
対戦はまだ行なわれていない。

## サポーターグループ
リアリー?マドリッドには、「ULTRA`DAIBA」と言うサポーターグループがある。チームが事実上解散ということもあり、あまり試合会場に来ることはない。
去年出ていたサンバガールズのサポーターグループ「サンビーノ(SANBINO)」、表参道ビューティーのサポーターグループ「ビューティーウルトラス」、Gatas Brilhantes H.P.のサポーターグループ「ULTRAS GATAS（活動停止中）」などと提携を結んでいるという噂もある。
また「TORCIDA ODAIBA」というサポーターグループもある。
2つは全くの別団体だが、TORCIDA ODAIBAのリーダーはULTRA`DAIBAの元メンバーということもあり、共闘することがほとんどである。
ULTRA`DAIBAは楽器、TORCIDA ODAIBA,ULTRAS GATASはコールを担当している。
また、各サポーターグループには、Jリーグのサポーターグループに入っている者もいるため、影響力は大きい。